# Параморфізм
Параморфізм (рос. параморфизм, англ. paramorphism, нім. Paramorphismus m) – перехід однієї поліморфної модифікації мінералу в іншу із збереженням первісної форми. 
Або: одночасна поява двох форм диморфного тіла у одного і того ж кристала.
Походження слова:  (від грецьк. παρα — поряд і μορφή — форма).